# Mr Songman
Mr Songman es una canción del género folk compuesta por Donnie Summer, grabada y popularizada en la década de 1970 por Elvis Presley originalmente en formato de disco sencillo con el tema T-R-O-U-B-L-E en la cara A.  La sencillo ingresó en el año de su lanzamiento al mercado en 1975, a la lista de Billboard Hot 100 accediendo al puesto # 35 y logrando un mejor éxito aún en las listas Country con un puesto # 11. El sencillo obtuvo ventas en el año de su lanzamiento al mercado en 1975 de más de 200.000 copias.  Ese mismo año RCA editó la canción para el álbum Promised Land.

## Grabación
Sonnie Summer había formado parte oportunamente del grupo vocal The Stamps que acompañaban a Elvis por esos días tanto en sus presentaciones en vivo como en algunas de las grabaciones, como sería este el caso. Durante la sesión de grabación en los estudios Stax de Memphis, Tennessee Presley escogió para grabar el día 12 de diciembre de 1973 Mr Songman. La canción en sí no era una gran pieza pero  Elvis había logrado durante toda su carrera, gracias a su talento interpretativo,convertir en exitosas aquellas canciones que en su momento no lo habían sido con igual parámetro en voz de otros artistas. Este sería uno de esos casos. 
Durante la grabación el artista incorporó a varios miembros de su grupo musical de apoyo para las actuaciones en vivo, como el guitarrista James Burton, el baterista Ronnie Tutt, la soprano Kathy Westmoreland y a las voces de J. D. Summer y su mencionado cuarteto The Stamps.

## Músicos
- Elvis Presley - voz
- James Burton - guitarra líder
- Johnny Christopher,- guitarra eléctrica rítmica
- Charlie Hodge - guitarra acústica rítmica
- Norbert Putnam- bajo
- Ronnie Tutt - batería
- David Briggs, Per-Erik Hallin - piano y órgano
- Kathy Westmoreland, Mary (Jeannie) Greene, Mary Holladay, Susan Pilkington - coros
- J. D. Summer and The Stams - coros [1]

### Sobregrabaciones
- Dennis Linde, Alan Rush - guitarras
- Rob Galbraith - percusión
- Bobby Ogdin - piano
- Randy Cullers - órgano
- Ginger Holladay, Mary Holladay, Mary Cain - coros [1]

## Ediciones
- T-R-O-U-B-L-E / Mr Songman (sencillo) [4]
- Promised Land (álbum) [3]